# Kelurahan Rawa Barat
Kelurahan Rawa Barat är en administrativ by i Indonesien.   Den ligger i provinsen Jakarta, i den västra delen av landet. Huvudstaden Jakarta ligger i Kelurahan Rawa Barat.